# 다결정 실리콘

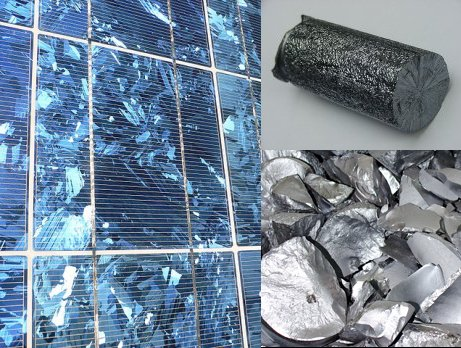
왼쪽: 태양 전지로 만든 다결정 실리콘 오른쪽: 폴리실리콘 봉 (상단) 및 조각 (하단)

다결정 실리콘(Polycrystalline silicon)은 폴리실리콘(polysilicon) 또는 폴리-Si 또는 mc-Si라고도 불리며, 태양광 태양광 발전 및 전자공업 산업에서 원료로 사용되는 고순도의 다결정 형태의 규소이다.
폴리실리콘은 지멘스 공정이라고 하는 화학 정제 공정을 통해 금속학적 실리콘에서 생산된다. 이 공정에는 휘발성 실리콘 화합물의 증류와 고온에서의 화학분해가 포함된다. 신흥 대체 정제 공정은 비용이 저렴한 유동층 반응기를 사용한다. 태양광 산업은 또한 더 낮은 순도를 희생하여 더 낮은 비용으로 화학 정제 공정 대신 야금 정제 공정을 사용하여 개선된 야금 등급 실리콘(UMG-Si)을 생산한다.  전자 산업을 위해 생산될 때 폴리실리콘은 10억분의 1(ppb) 미만의 불순물 수준을 포함하는 반면, 다결정 태양광 등급 실리콘(SoG-Si)은 일반적으로 순도가 떨어진다.
2010년대에는 생산이 중국으로 이동하여 상위 10개 생산 업체 중 7개와 전 세계 총 생산 능력 약 1,400,000 MT의 약 90%를 중국 기업이 차지했다. 독일, 미국, 대한민국 기업이 나머지를 차지한다.
지멘스 공정의 폴리실리콘 원료(보통 특정 크기의 조각으로 부서져 선적 전에 클린룸에 포장되는 큰 봉)는 태양광 웨이퍼를 만들기 위해 약 800kg 무게의 큰 사각형 블록인 다결정 잉곳으로 직접 주조되거나 일반적으로 초크랄스키법을 사용하여 단결정 불을 성장시키기 위해 재결정화 공정에 그대로 적용된다. 그런 다음 불은 얇은 웨이퍼로 슬라이스되어 태양 전지, 집적회로 및 기타 반도체 장치 생산에 사용된다.
폴리실리콘은 작은 결정으로 구성되어 있으며, 이 결정립은 재료의 전형적인 결정립계 효과를 부여한다. 폴리실리콘과 다실리콘은 종종 동의어로 사용되지만, 다결정은 일반적으로 1밀리미터보다 큰 결정립을 의미한다. 다결정 태양 전지는 빠르게 성장하는 태양광 발전 시장에서 가장 흔한 유형의 태양 전지이며 전 세계적으로 생산되는 폴리실리콘의 대부분을 소비한다. 1 메가와트(MW)의 기존 태양광 모듈을 제조하는 데는 약 5톤의 폴리실리콘이 필요하다. 폴리실리콘은 단결정 실리콘 및 비정질 실리콘과 다르다.

## 단결정 실리콘 대비

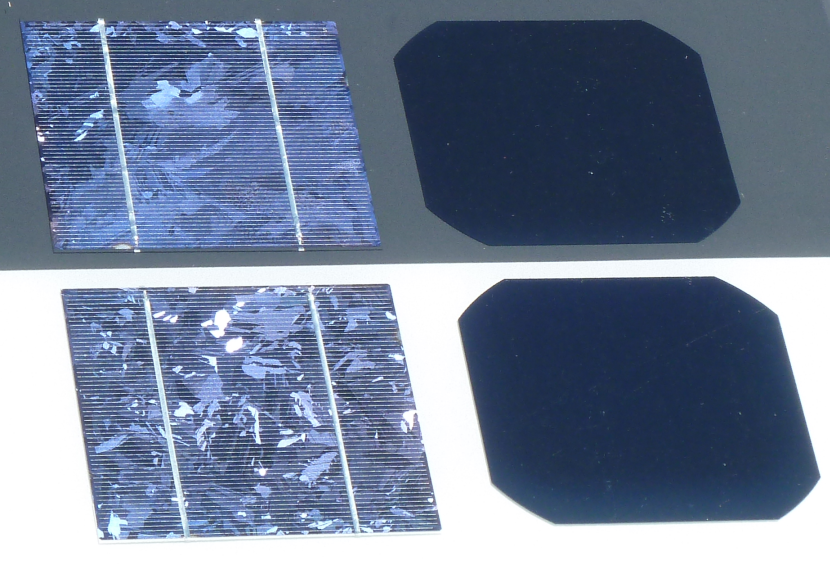
다결정(왼쪽)과 단결정(오른쪽) 태양 전지 비교

단결정 실리콘이라고도 하는 단결정 실리콘은 결정 구조가 균일하여 균일한 외부 색상으로 인식할 수 있다. 전체 샘플은 결정 구조에 결정립계가 없으므로 단일의 연속적이고 끊어지지 않은 결정이다. 자연에서 큰 단결정은 드물며 실험실에서도 생산하기 어려울 수 있다(참고: 재결정). 대조적으로, 비정질 구조에서는 원자 위치의 순서가 단거리로 제한된다.
다결정 및 파라결정상은 여러 개의 작은 결정 또는 결정립으로 구성된다. 다결정 실리콘(또는 반결정 실리콘, 폴리실리콘, 폴리-Si, 또는 단순히 "폴리")은 여러 개의 작은 실리콘 결정으로 구성된 재료이다. 다결정 셀은 눈에 보이는 결정립, "금속 조각 효과"로 인식할 수 있다. 반도체 등급(태양광 등급) 다결정 실리콘은 단결정 실리콘으로 변환된다. 즉, 다결정 실리콘의 무작위로 관련된 실리콘 결정립이 큰 단결정으로 변환된다. 단결정 실리콘은 대부분의 Si 기반 마이크로일렉트로닉스 장치를 제조하는 데 사용된다. 다결정 실리콘은 최대 99.9999% 순도를 가질 수 있다. 초고순도 폴리는 지멘스 공정에서 나오는 길이가 2~3미터인 폴리 봉으로 시작하여 반도체 산업에서 사용된다. 마이크로일렉트로닉스 산업(반도체 산업)에서 폴리는 매크로 및 마이크로 스케일 모두에서 사용된다. 단결정은 초크랄스키법, 구역 용융법, 브리지만-스톡바거법을 사용하여 성장된다. 초크랄스키법은 종종 폴리실리콘을 출발 재료로 사용한다.

## 구성 요소
부품 수준에서 폴리실리콘은 MOSFET 및 CMOS 공정 기술에서 오랫동안 전도성 게이트 재료로 사용되어 왔다. 이러한 기술에서 폴리실리콘은 고온에서 저압 화학 기상 증착(LPCVD) 반응기를 사용하여 증착되며 일반적으로 N형 반도체 또는 P형 반도체로 고농도로 도핑된다.
최근에는 내재성 및 도핑된 폴리실리콘이 대면적 전자 장치에서 박막 트랜지스터의 활성 및 도핑된 층으로 사용되고 있다. 특정 공정 방식에서 LPCVD, 플라즈마 강화 화학 기상 증착(PECVD) 또는 비정질 실리콘의 고체상 결정화를 통해 증착할 수 있지만, 이러한 공정은 여전히 최소 300 °C의 비교적 높은 온도가 필요하다. 이러한 온도로 인해 유리 기판에는 폴리실리콘 증착이 가능하지만 플라스틱 기판에는 불가능하다.
플라스틱 기판에 다결정 실리콘을 증착하는 것은 유연한 화면에 디지털 디스플레이를 제조할 수 있는 능력에 대한 열망에 의해 동기 부여된다. 따라서 레이저 결정화라는 비교적 새로운 기술이 고안되어 플라스틱 기판에서 선행 비정질 실리콘(a-Si) 재료를 녹이거나 손상시키지 않고 결정화한다. 짧고 고강도의 자외선 레이저 펄스를 사용하여 증착된 a-Si 재료를 실리콘의 융점 이상으로 가열하지만 전체 기판은 녹이지 않는다.

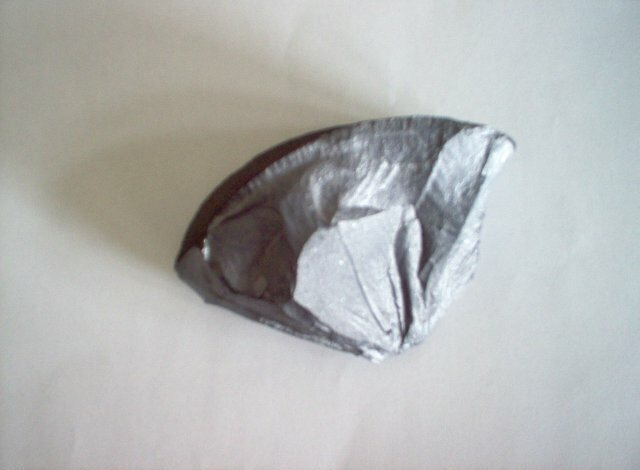
초크랄스키 공정에 의해 실리콘 단결정을 생산하는 데 사용되는 다결정 실리콘

녹은 실리콘은 냉각되면서 결정화된다. 온도 기울기를 정밀하게 제어함으로써 연구원들은 극한의 경우 최대 수백 마이크로미터 크기의 매우 큰 결정립을 성장시킬 수 있었지만, 10 나노미터에서 1 마이크로미터 크기의 결정립도 흔하다. 그러나 대면적에 걸쳐 폴리실리콘에 장치를 생성하려면 장치의 균일성을 위해 장치 특징 크기보다 작은 결정립 크기가 필요하다. 저온에서 폴리실리콘을 생산하는 또 다른 방법은 금속 유도 결정화로, 비정질-Si 박막은 알루미늄, 금 또는 은과 같은 다른 금속 필름과 접촉하여 어닐링될 경우 150 °C와 같이 낮은 온도에서 결정화될 수 있다.
폴리실리콘은 VLSI 제조에 많은 응용 분야가 있다. 주요 용도 중 하나는 MOS 장치의 게이트 전극 재료이다. 폴리실리콘 게이트의 전기 전도성은 게이트 위에 금속(예: 텅스텐) 또는 금속 실리콘화물(예: 텅스텐 실리콘화물)을 증착하여 증가시킬 수 있다. 폴리실리콘은 또한 저항, 도체 또는 얕은 접합의 옴 접점으로 사용될 수 있으며, 원하는 전기 전도성은 폴리실리콘 재료를 도핑하여 달성된다.
폴리실리콘과 a-Si의 주요 차이점은 폴리실리콘의 전하 운반자의 이동도가 훨씬 클 수 있으며 재료는 전기장 및 광 유도 응력 하에서 더 큰 안정성을 보인다. 이를 통해 더 복잡하고 고속의 회로를 유리 기판에 a-Si 장치와 함께 생성할 수 있으며, a-Si 장치는 여전히 낮은 누전 특성이 필요하다. 폴리실리콘 및 a-Si 장치가 동일한 공정에서 사용될 때, 이를 하이브리드 공정이라고 한다. 완전한 폴리실리콘 활성층 공정은 프로젝션 디스플레이와 같이 작은 픽셀 크기가 필요한 경우에도 사용된다.

### 태양광 산업용 원료
다결정 실리콘은 결정질 실리콘 기반 태양광 발전 산업의 핵심 원료이며 기존의 태양 전지 생산에 사용된다. 2006년 처음으로 전 세계 폴리실리콘 공급량의 절반 이상이 태양광 발전 제조업체에서 사용되었다. 태양광 산업은 폴리실리콘 원료 공급 부족으로 인해 심각하게 지장을 받았으며 2007년에는 셀 및 모듈 제조 능력의 약 4분의 1을 유휴 상태로 두어야 했다. 2008년에는 12개 공장에서 태양광 등급 폴리실리콘을 생산하는 것으로 알려졌지만 2013년에는 100개 이상의 제조업체로 증가했다. 단결정 실리콘은 초크랄스키법을 통해 추가적인 재결정화를 거쳤기 때문에 다결정 실리콘보다 가격이 비싸고 더 효율적인 반도체이다. 트라이클로로실란은 규암에서 생산되는 야금 등급 (폴리)실리콘(MGS)에서 고순도 전자 등급 (폴리)실리콘(EGS)을 만드는 데 사용된다. EGS는 실리콘 태양광 발전에 사용되며 집적 회로에 사용되는 웨이퍼 생산의 초크랄스키법에 필요하다.

## 증착 방법
폴리실리콘 증착 또는 반도체 웨이퍼에 다결정 실리콘 층을 증착하는 공정은 580~650 °C의 고온에서 실레인(SiH4)의 화학분해를 통해 달성된다. 이 열분해 공정은 수소를 방출한다.
SiH
4(g) → Si(s) + 2 H
2(g) CVD at 500-800°C
폴리실리콘 층은 25–130 Pa (0.19–0.98 Torr)의 압력에서 100% 실레인을 사용하거나 동일한 총 압력에서 20~30% 실레인(질소에 희석)을 사용하여 증착할 수 있다. 이러한 두 공정 모두 한 번에 10~200개의 웨이퍼에 10~20 nm/min의 속도로 ±5%의 두께 균일도로 폴리실리콘을 증착할 수 있다. 폴리실리콘 증착의 중요 공정 변수는 온도, 압력, 실레인 농도, 도핑 농도이다. 웨이퍼 간격과 로드 크기는 증착 공정에 미미한 영향만 미치는 것으로 나타났다. 폴리실리콘 증착 속도는 아레니우스 거동을 따르므로 온도가 증가함에 따라 빠르게 증가한다. 즉, 증착 속도 = A·exp(–qEa/kT)이며 여기서 q는 전하 운반자 전하이고 k는 볼츠만 상수이다. 폴리실리콘 증착의 활성화 에너지(Ea)는 약 1.7 eV이다. 이 방정식에 따라 증착 온도가 증가함에 따라 폴리실리콘 증착 속도가 증가한다. 그러나 반응하지 않은 실레인이 표면에 도달하는 속도보다 증착 속도가 빨라지는 최소 온도가 있을 것이다. 이 온도를 초과하면 증착 속도는 폴리실리콘이 생성될 실레인 부족으로 인해 방해받기 때문에 더 이상 온도가 증가함에 따라 증가할 수 없다. 이러한 반응은 "질량 전달 제한"이라고 한다. 폴리실리콘 증착 공정이 질량 전달 제한이 되면 반응 속도는 주로 반응물 농도, 반응기 형상 및 가스 흐름에 의존한다.
폴리실리콘 증착 속도가 반응하지 않은 실레인이 도달하는 속도보다 느리면 표면 반응 제한이라고 한다. 표면 반응 제한 증착 공정은 주로 반응물 농도와 반응 온도에 따라 달라진다. 증착 공정은 우수한 두께 균일성과 단계 적용 범위를 제공하므로 표면 반응 제한이 되어야 한다. 표면 반응 제한 영역에서 증착 속도의 로그에 대한 절대 온도 역수의 그래프는 기울기가 -qEa/k와 같은 직선을 생성한다.
VLSI 제조를 위해 감압 수준에서 575 °C 이하의 폴리실리콘 증착 속도는 실용화하기에는 너무 느리다. 650 °C 이상에서는 원치 않는 기체상 반응 및 실레인 고갈로 인해 증착 균일성이 떨어지고 과도한 거칠기가 발생한다. 압력은 펌핑 속도를 변경하거나 반응기로 들어오는 가스 흐름을 변경하여 저압 반응기 내부에서 조절할 수 있다. 유입 가스가 실레인과 질소로 구성된 경우 유입 가스 흐름 및 반응기 압력은 일정 실레인 흐름에서 질소 흐름을 변경하거나 가스 비율을 일정하게 유지하면서 총 가스 흐름을 변경하기 위해 질소 및 실레인 흐름을 모두 변경하여 조절할 수 있다. 최근 연구에 따르면 e-빔 증발 후 SPC(필요한 경우)를 사용하면 태양광 등급 폴리-Si 박막을 생산하는 데 비용 효율적이고 더 빠른 대안이 될 수 있다. 이러한 방법으로 생산된 모듈은 약 6%의 태양광 발전 효율을 갖는 것으로 나타났다.
필요한 경우 폴리실리콘 도핑은 일반적으로 포스핀, 알신 또는 다이보레인을 추가하여 증착 공정 중에도 수행된다. 포스핀 또는 알신을 추가하면 증착 속도가 느려지는 반면, 다이보레인을 추가하면 증착 속도가 증가한다. 증착 중 도펀트를 추가하면 증착 두께 균일성이 일반적으로 저하된다.

### 지멘스 공정

전통적인 지멘스 공정과 유동층 반응기 정제 공정의 개략도

지멘스 공정은 폴리실리콘 생산에 가장 흔하게 사용되는 방법이며, 특히 전자 제품에 사용된다. 2005년 기준 전 세계 생산량의 거의 75%가 이 공정을 사용한다. 1950년대 반도체 산업이 출현한 이후 실리콘 반도체 장치에 사용되어 왔다. 지멘스 공정은 1954년 이 공정을 발명한 지멘스 회사 이름을 따서 명명되었다.
이 공정은 약 98% 순도의 금속학적 실리콘을 SiHCl3(트라이클로로실란)으로 변환한 다음 반응기에서 실리콘으로 변환하여 전이 금속 및 도펀트 불순물을 제거한다. 이 공정은 비교적 비싸고 느리다. 공정의 전력 소비가 높다. 이 때문에 17가지 대체 공정이 조사되었지만 지멘스 공정은 특히 중국 생산 현장에서 사용되는 이유로 우위를 점하고 있다. 그러나 튜브 필라멘트가 주목받고 있다.
이것은 화학 기상 증착 공정의 일종이다. 공정은 초크랄스키법을 통해 단결정 실리콘 잉곳에서 제조된 직경 7mm, 높이 약 2.5m, 사각형 단면을 가진 길고 가는 실리콘 와이어 또는 필라멘트로 시작된다. 와이어는 표면의 산화물을 제거하기 위해 불화수소산으로 에칭되며 상단에서 실리콘 와이어를 설정하여 연결된다. 전극에 설치된다. 반응기가 닫히고 전극을 통해 와이어에 전류가 통과하여 1150°C로 가열된다. 반응기 외부는 물로 냉각된다. 염산은 촉매로 사용할 수 있다. 트라이클로로실란은 수소와 함께 도입되어 촉매 및 공정과 상호 작용하여 와이어의 뜨거운 표면에 증착되며 와이어가 120mm 직경에 도달하면 공정은 46시간 만에 중단되어 봉을 형성한다. 배치당 총 60시간 동안 와이어 설치, 에칭 및 봉 수확에 24시간이 더 필요하다. 공장에서는 일반적으로 이 공정을 위한 중복 전원 공급 장치를 갖추고 있다. 그런 다음 봉은 수확되어 반응기에서 제거되고 조각으로 부서져 선적을 위해 질소 또는 아르곤이 채워진 백에 포장된다. 대부분의 대형 공장은 현장에서 트라이클로로실란을 생산한다. 반응 생성물을 생성 즉시 반응기에서 제거하는 것이 가장 좋으므로 반응기는 실리콘 테트라클로라이드, 수소, 트라이클로로실란, 다이클로로실란 및 염산을 배출한다. FBR 공정에서는 실레인과 수소가 도입되는 동안 종자라고 하는 작은 실리콘 입자가 반응기에 지속적으로 도입된다. 입자는 가스에 의해 이동되어 유체처럼 행동한다. 반응기 내부의 화학 기상 증착 공정에서 실레인은 실리콘이 되어 종자에 증착되어 크기가 커지며, 이는 반응기에서 제거된다. FBR 공정은 실리콘 1kg당 5~10Kwh로 지멘스 공정보다 한 단계 낮은 전력 소비를 갖는 것으로 추정된다. FBR 반응기의 배기는 수소와 반응하지 않은 실레인이다. 2021년 기준 FBR 공정은 시장 점유율이 1.9%에 불과하여 지멘스 공정이 거의 독점적으로 사용된다.

## 개선된 야금 등급 실리콘
태양 전지용 개선된 야금 등급(UMG) 실리콘(UMG-Si라고도 함)은 지멘스 공정으로 생성된 폴리실리콘의 저비용 대안으로 생산되고 있다. UMG-Si는 지멘스 공정보다 적은 장비와 에너지가 필요한 다양한 방법으로 불순물을 크게 줄인다. 순도가 99%에 불과하며, 이는 폴리실리콘보다 순도가 3단계 이상 낮고 비용이 약 10배 저렴하다(2005년에서 2008년까지 kg당 1.70달러에서 3.20달러 vs. 폴리실리콘의 kg당 40달러에서 400달러). UMG-Si는 자본 지출의 1/5, 에너지 요구량의 절반, kg당 15달러 미만의 비용으로 거의 동일한 태양 전지 효율을 제공할 수 있다.
2008년에는 여러 회사가 UMG-Si의 잠재력을 선전했지만, 2010년 신용 위기로 인해 폴리실리콘 가격이 크게 하락했고 여러 UMG-Si 생산 업체가 계획을 보류했다. 지멘스 공정을 더 효율적으로 구현하기 때문에 지멘스 공정은 앞으로도 수년 동안 주요 생산 형태가 될 것이다. GT Solar는 새로운 지멘스 공정이 27달러/kg으로 생산할 수 있으며 5년 안에 20달러/kg에 도달할 수 있다고 주장한다. GCL-Poly는 2011년 말까지 생산 비용이 20달러/kg이 될 것으로 예상한다. Elkem Solar는 UMG 비용이 25달러/kg이며 2010년 말까지 6,000톤의 생산 능력을 갖출 것으로 예상한다. Calisolar는 UMG 기술이 5년 안에 12달러/kg으로 생산하며 보론은 0.3 ppm, 인은 0.6 ppm이 될 것으로 예상한다. 50달러/kg에 7.5 g/W이면 모듈 제조업체는 폴리실리콘에 0.37달러/W를 지출한다. 비교하자면, CdTe 제조업체가 스팟 가격으로 텔루륨을 구매하고(2010년 4월 kg당 420달러) 두께가 3 μm이면 비용은 10배 적은 0.037달러/W가 된다. 0.1 g/W에 은 31달러/ozt이면 폴리실리콘 태양광 생산 업체는 은에 0.10달러/W를 지출한다.
Q-셀, Canadian Solar, Calisolar는 Timminco UMG를 사용했다. Timminco는 보론 0.5 ppm의 UMG-Si를 21달러/kg으로 생산할 수 있지만 주주들은 10달러/kg을 기대했기 때문에 고소당했다. RSI와 Dow Corning도 UMG-Si 기술에 대해 소송을 진행해왔다.

## 잠재적 응용 분야

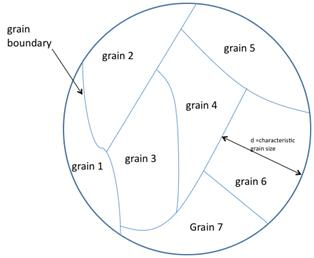
폴리실리콘의 결정립계 그림. 각 결정립은 결정립 너비에 걸쳐 결정질이다. 결정립계는 인접한 결정립이 이웃과 다른 방향에 있는 결정립을 분리한다. 결정립계는 서로 다른 결정 구조 영역을 분리하여 재결합 중심 역할을 한다. 여기서 'd'는 태양 전지 효율을 최대화하기 위해 최대화해야 하는 특징적인 결정립 크기이다. d의 일반적인 값은 약 1마이크로미터이다.

현재 폴리실리콘은 MOSFET와 같은 반도체 장치에서 전도성 게이트 재료로 일반적으로 사용되지만, 대규모 태양광 장치에 대한 잠재력이 있다. 실리콘의 풍부성, 안정성 및 낮은 독성, 그리고 단결정에 비해 폴리실리콘의 저렴한 비용은 이 재료를 태양광 발전에 매력적으로 만든다. 결정립 크기는 다결정 태양 전지의 효율에 영향을 미치는 것으로 나타났다. 태양 전지 효율은 결정립 크기가 증가함에 따라 증가한다. 이 효과는 태양 전지에서 재결합이 감소하기 때문이다. 태양 전지의 전류 제한 요소인 재결합은 그림 1과 같이 결정립계에서 더 흔하게 발생한다.
단결정 실리콘의 저항률, 이동도 및 자유 전하 농도는 단결정 실리콘의 도핑 농도에 따라 달라진다. 다결정 실리콘의 도핑은 저항률, 이동도 및 자유 전하 농도에 영향을 미치지만, 이러한 속성은 재료 과학자가 조작할 수 있는 물리적 매개 변수인 다결정 결정립 크기에 크게 의존한다. 다결정 실리콘을 형성하는 결정화 방법을 통해 엔지니어는 재료의 물리적 속성을 변경할 다결정 결정립의 크기를 제어할 수 있다.

## 새로운 아이디어
태양 전지 생산에 다결정 실리콘을 사용하면 재료가 덜 필요하므로 이윤이 더 높고 제조 처리량이 증가한다. 다결정 실리콘은 태양 전지를 형성하기 위해 실리콘 웨이퍼에 증착될 필요가 없으며, 대신 다른 더 저렴한 재료에 증착될 수 있어 비용이 절감된다. 실리콘 웨이퍼가 필요하지 않다는 것은 마이크로일렉트로닉스 산업에서 때때로 직면하는 실리콘 부족을 완화한다. 실리콘 웨이퍼를 사용하지 않는 예로는 유리 위에 결정질 실리콘(CSG) 재료가 있다.
태양광 산업의 주요 관심사는 셀 효율이다. 그러나 셀 제조에서 충분한 비용 절감은 더 컴팩트하거나 고효율 설계와 비교하여 더 큰 태양 전지 배열의 사용과 같이 현장에서의 효율 감소를 상쇄하기에 적합할 수 있다. CSG와 같은 설계는 효율이 감소하더라도 생산 비용이 저렴하기 때문에 매력적이다. 고효율 장치는 공간을 덜 차지하고 더 컴팩트한 모듈을 생성하지만, 일반적인 CSG 장치의 5~10% 효율은 여전히 발전소와 같은 대규모 중앙 서비스 스테이션에 설치하는 데 매력적이다. 효율 대 비용 문제는 "에너지 밀도" 태양 전지가 필요한지 또는 더 저렴한 대안을 설치할 수 있는 충분한 면적이 있는지에 대한 가치 결정이다. 예를 들어 원격 위치에서 발전에 사용되는 태양 전지는 태양광 악센트 조명 또는 주머니 계산기와 같은 저전력 응용 분야 또는 기존 전력망 근처에서 사용되는 것보다 더 효율적인 태양 전지가 필요할 수 있다.

## 제조업체

### 생산 능력
2013년 국가별 폴리실리콘 생산량(회사 본사, 시설 위치 아님). 전 세계 총 227,000톤.

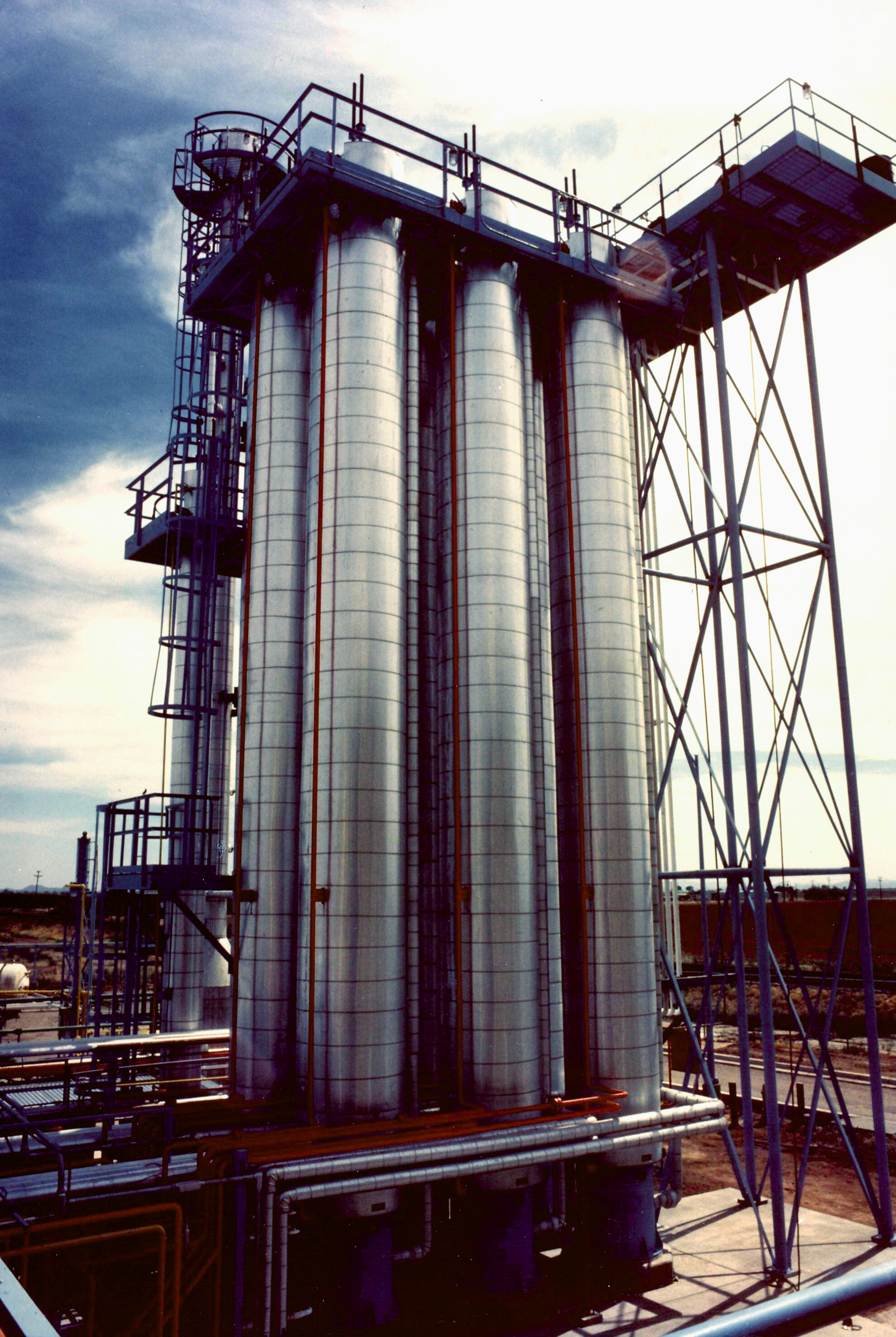
P.S.T. 폴리실리콘 공장의 화학 공정 장비

폴리실리콘 제조 시장은 빠르게 성장하고 있다. 디지타임즈에 따르면 2011년 7월 현재 2010년 총 폴리실리콘 생산량은 209,000톤이었다. 1차 공급업체가 시장의 64%를 차지하며 중국 기반 폴리실리콘 기업이 30%의 시장 점유율을 차지한다. 총 생산량은 2011년 말까지 37.4% 증가한 281,000톤이 될 것으로 예상된다. 2012년에는 EETimes 아시아가 328,000톤 생산에 수요는 196,000톤에 불과할 것으로 예측하며, 스팟 가격은 56% 하락할 것으로 예상한다. 재생 에너지 전망에는 좋지만, 가격 하락은 제조업체에게 잔인할 수 있다. 2012년 말 현재 SolarIndustryMag는 2012년 말까지 385,000톤의 생산 능력에 도달할 것이라고 보고한다.
2010년 현재 기존 생산 업체(아래 언급)가 생산 능력을 확장함에 따라 많은 아시아 지역의 신규 진입 업체들이 시장에 진입하고 있다. 오랫동안 이 분야에서 활동해온 업체조차 최근 공장 생산 확장에 어려움을 겪고 있다. 지난 몇 달 동안 스팟 가격이 급격히 하락한 후 어떤 회사가 수익을 낼 수 있을 만큼 낮은 비용으로 생산할 수 있을지는 아직 불분명하다.

### 주요 생산 업체
바커는 테네시주 클리블랜드(미국)에 연간 15,000톤 생산 능력을 갖춘 새로운 폴리실리콘 생산 시설 덕분에 2014년까지 총 초고순도 폴리실리콘 생산 능력을 67,000톤으로 늘릴 것으로 예상했다.
| 2013년 최대 폴리실리콘 생산 업체 (시장 점유율 %)                                                                           | 2013년 최대 폴리실리콘 생산 업체 (시장 점유율 %) | 2013년 최대 폴리실리콘 생산 업체 (시장 점유율 %) | 2013년 최대 폴리실리콘 생산 업체 (시장 점유율 %) |
| --- | ------------------------------------------------ | ------------------------------------------------ | ------------------------------------------------ |
| GCL-Poly 에너지 | 중국                                             | 65,000 톤                                        | 22%                                              |
| 바커 케미 | 독일                                             | 52,000 톤                                        | 17%                                              |
| OCI | 대한민국                                         | 42,000 톤                                        | 14%                                              |
| 헤멜록 반도체 | 미국                                             | 36,000 톤                                        | 12%                                              |
| REC | 노르웨이                                         | 21,500 톤                                        | 7%                                               |
| 출처: Market Realist는 2013년 세계 생산 능력을 300,000톤으로 인용한다. BNEF는 2013년 실제 생산량을 227,000톤으로 추정했다. |                                                  |                                                  |                                                  |

기타 제조업체
- LDK 솔라 (2010: 15 kt)[57] 중국.
- 도쿠야마 (2009: 8 kt, 2013년 1월: 11 kt, 2015: 31 kt[58])[59][60] 일본.
- MEMC/SunEdison (2010: 8 kt, 2013년 1월: 18 kt)[61][62] 미국.
- 한국실리콘 (2011: 3.2 kt, 2013: 14.5 kt)[63]
- 니톨 솔라, (2011: 5 kt, 2011년 1월), 러시아[64]
- 미쓰비시 폴리실리콘 (2008: 4.3 kt)[65]
- 오사카 티타늄 테크놀로지스 (2008: 4.2 kt)[65]
- 대코 뉴 에너지, (2011: 4.3 kt, 건설 중 3 kt), 중국[66]
- 베이징 리어 고온 재료 회사 (2012: 5 kt)[67]
- 카타르 솔라 테크놀로지스, 라스 라판에 2013년 가동 예정인 8톤 규모 시설 발표[68]

### 가격

2004년 이후 폴리실리콘 현물 가격 추이

폴리실리콘 가격은 종종 계약 가격과 현물 가격의 두 가지 범주로 나뉘며 순도가 높을수록 가격이 높다. 설치가 호황인 시기에는 폴리실리콘 가격이 상승한다. 시장에서 현물 가격이 계약 가격을 능가할 뿐만 아니라 충분한 폴리실리콘을 확보하기 어렵다. 구매자는 충분한 양의 폴리실리콘을 확보하기 위해 계약금 및 장기 계약을 수락할 것이다. 반대로 태양광 발전 설치가 하락세에 있다면 현물 가격은 계약 가격보다 낮아질 것이다. 2010년 말, 설치 호황은 폴리실리콘의 현물 가격을 상승시켰다. 2011년 상반기에는 이탈리아의 FIT 정책으로 인해 폴리실리콘 가격이 강세를 유지했다. 태양광 발전 가격 조사 및 시장 조사 기관인 PVinsights는 2011년 하반기에 설치 부족으로 인해 폴리실리콘 가격이 하락할 수 있다고 보고했다. 2008년에는 200달러/kg 수준에서 400달러/kg 이상으로 급등했던 가격이 2013년에는 15달러/kg까지 하락한 것으로 나타났다.

#### 덤핑
중국 정부는 미국과 대한민국 제조업체들이 약탈 가격 또는 덤핑을 한다고 비난했다. 결과적으로 2013년에는 이들 두 국가에서 선적되는 폴리실리콘에 대해 제품이 원가 이하로 판매되는 것을 막기 위해 최대 57%의 수입 관세를 부과했다.

#### 폐기물
중국의 제조가 급속히 성장하고 규제 통제가 부족하여 폐기물 사염화규소를 버리는 보고가 있었다. 일반적으로 폐기물 사염화규소는 재활용되지만 이는 제조 비용을 증가시킨다. 이는 1,800 °F (980 °C)까지 가열해야 하기 때문이다.

## 같이 보기
- 태양광 발전
- 태양 전지
- 웨이퍼